# Miss Universe Slovenije 2008
Miss Universe Slovenije 2008 je bilo lepotno tekmovanje, ki je potekalo 17. maja 2008 na Gospodarskem razstavišču v Ljubljani.
Voditelja prireditve sta bila Katarina Čas in Marko Potrč.

### Uvrstitve in nagrade
- Zmagovalka Anamarija Avbelj, 20 let, Lukovica pri Domžalah, avto Ford Fiesta
- 1. spremljevalka, miss fotogeničnosti in miss Obrazi&Bicentury Vanesa Štefanovski, Maribor
- 2. spremljevalka Klara Kobe, Žalec

Podjetje Orbico (Bicentury) in Zlatarne Celje so prispevali darila.

### Žirija
Žiriji je predsedoval Aleš Bravničar, v njej so sedeli še Sašo Papp, Katja Jevšek, Alenka Bikar, Maja Štamol, Boštjan Klun in Gašper Bolhar. 

### Pokrovitelji in sodelavci
Režiser je bil Marjan Kučej. Miha Krušič je ustvaril koreografijo tekmovalk. Tekmovalke so predstavile oblačila Rašica, obutev Humanic, nakit Katje Koselj in kopalke Lisca. Zmagala je kreacija Simone Mihelič.

### Glasbeni gostje
Nastopili so raper Flamie, skupina Electrix in pevka Renata iz skupine I.C.E..

## Miss Universe
Na svetovnem tekmovanju v Vietnamu je Anamarija Avbelj odnesla zlatnike na dražbo.